# Four (album, One Direction)
Four je čtvrté studiové album anglicko-irské chlapecké skupiny One Direction. Vydáno bylo 17. listopadu 2014 ve vydavatelstvích Columbia Records a Syco Music. Z alba vyšly dva singly, „Steal My Girl“ (v USA zlatá deska) a „Night Changes“ (v USA platinová deska), které se staly v britské hitparádě desátou a jedenáctou písní One Direction, jež se umístily v top ten.
Album získalo od hudebních kritiků převážně pozitivní recenze. V hudebních žebříčcích se umístilo na prvním místě v 18 zemích, včetně Velké Británie, Austrálie a Spojených států. Jedná se také o poslední album, na kterém se podílel Zayn Malik, který oznámil, že v březnu 2015 odchází z kapely.

## Turné
Při příležitosti vydání alba Four se od jara do podzimu 2015 uskutečnilo turné On the Road Again Tour.

## Seznam skladeb
1. „Steal My Girl“
2. „Ready to Run“
3. „Where Do Broken Hearts Go“
4. „18“
5. „Girl Almighty“
6. „Fool's Gold“
7. „Night Changes“
8. „No Control“
9. „Fireproof“
10. „Spaces“
11. „Stockholm Syndrome“
12. „Clouds“

Bonusové skladby na deluxe edici:
1. „Change Your Ticket“
2. „Illusion“
3. „Once in a Lifetime“
4. „Act My Age“